# Natação no Campeonato Mundial de Esportes Aquáticos de 2019 - 800 m livre masculino
A prova dos 800 metros livre masculino da natação no Campeonato Mundial de Esportes Aquáticos de 2019 ocorreu entre os dias 23 de julho e 24 de julho, em Gwangju, na Coreia do Sul. 

## Recordes
Antes desta competição, os recordes mundiais e do campeonato nesta prova eram os seguintes:
| Tipo                  | Atleta    | Tempo   | Local | Data                |
| --------------------- | --------- | ------- | ----- | ------------------- |
|                       | Zhang Lin | 7:32.12 | Roma  | 29 de julho de 2009 |
| Recorde do campeonato | Zhang Lin | 7:32.12 | Roma  | 29 de julho de 2009 |

## Medalhistas
| Ouro                       | Prata                     | Bronze            |
| Gregorio Paltrinieri (ITA) | Henrik Christiansen (NOR) | David Aubry (FRA) |

## Cronograma
Todos os horários são locais (UTC+9). 
| Data        | Hora  | Evento        |
| ----------- | ----- | ------------- |
| 23 de julho | 11:05 | Eliminatórias |
| 24 de julho | 20:02 | Final         |

## Resultados

### Eliminatórias
Esses foram os resultados das eliminatórias. Foram realizadas no dia 23 de julho com início às 11:05. 
| Pos. | Bateria | Raia | Nadador              | Nacionalidade      | Tempo   | Notas            |
| ---- | ------- | ---- | -------------------- | ------------------ | ------- | ---------------- |
| 1    | 3       | 3    | Gregorio Paltrinieri | Itália             | 7:45.70 | Q                |
| 2    | 3       | 6    | David Aubry          | França             | 7:46.37 | Q                |
| 3    | 4       | 2    | Jack McLoughlin      | Austrália          | 7:46.42 | Q                |
| 4    | 3       | 5    | Gabriele Detti       | Itália             | 7:46.46 | Q                |
| 5    | 4       | 3    | Henrik Christiansen  | Noruega            | 7:46.53 | Q                |
| 6    | 4       | 4    | Mykhailo Romanchuk   | Ucrânia            | 7:47.01 | Q                |
| 7    | 4       | 1    | Serhiy Frolov        | Ucrânia            | 7:47.25 | Q                |
| 8    | 3       | 2    | Sun Yang             | China              | 7:48.12 | Q                |
| 9    | 4       | 7    | Anton Ipsen          | Dinamarca          | 7:48.74 | Recorde nacional |
| 10   | 3       | 7    | Jan Micka            | Chéquia            | 7:48.93 | Recorde nacional |
| 11   | 4       | 5    | Zane Grothe          | Estados Unidos     | 7:50.14 |                  |
| 12   | 4       | 8    | Damien Joly          | França             | 7:50.30 |                  |
| 13   | 2       | 4    | Wojciech Wojdak      | Polónia            | 7:50.64 |                  |
| 14   | 4       | 0    | Mack Horton          | Austrália          | 7:52.65 |                  |
| 15   | 4       | 9    | Nguyễn Huy Hoàng     | Vietname           | 7:52.74 |                  |
| 16   | 4       | 6    | Jordan Wilimovsky    | Estados Unidos     | 7:53.11 |                  |
| 17   | 3       | 4    | Florian Wellbrock    | Alemanha           | 7:53.75 |                  |
| 18   | 3       | 8    | Ilya Druzhinin       | Rússia             | 7:54.07 |                  |
| 19   | 3       | 9    | Ákos Kalmár          | Hungria            | 7:54.55 |                  |
| 20   | 2       | 6    | Zac Reid             | Nova Zelândia      | 7:57.46 |                  |
| 21   | 3       | 1    | Guilherme Costa      | Brasil             | 7:58.67 |                  |
| 22   | 2       | 2    | Dimitrios Negris     | Grécia             | 7:58.99 |                  |
| 23   | 3       | 0    | Vuk Čelić            | Sérvia             | 7:59.17 |                  |
| 24   | 2       | 5    | Felix Auböck         | Áustria            | 8:02.26 |                  |
| 25   | 2       | 0    | Aflah Prawira        | Indonésia          | 8:06.58 |                  |
| 26   | 2       | 3    | Marwan El-Kamash     | Egito              | 8:07.97 |                  |
| 27   | 2       | 8    | Huang Guo-ting       | Taipé Chinesa      | 8:08.76 |                  |
| 28   | 2       | 9    | Christian Bayo       | Porto Rico         | 8:08.78 |                  |
| 29   | 2       | 7    | Page Advait          | Índia              | 8:10.35 |                  |
| 30   | 1       | 5    | Glen Lim Jun Wei     | Singapura          | 8:13.02 |                  |
| 31   | 2       | 1    | Kim Woo-min          | Coreia do Sul      | 8:14.44 |                  |
| 32   | 1       | 4    | Cheuk Ming Ho        | Hong Kong          | 8:15.22 |                  |
| 33   | 1       | 3    | Joaquín Moreno       | Argentina          | 8:18.24 |                  |
| 34   | 1       | 1    | Daniel Jacobs        | Aruba              | 8:22.96 |                  |
| 35   | 1       | 2    | Pit Brandenburger    | Luxemburgo         | 8:23.99 |                  |
| 36   | 1       | 6    | Oil Mortensen        | Ilhas Feroé        | 8:24.02 |                  |
| 37   | 1       | 7    | Franci Aleksi        | Albânia            | 8:33.54 |                  |
| 38   | 1       | 8    | Filip Derkoski       | Macedônia do Norte | 8:35.54 |                  |

### Final
A final foi realizada em 24 de julho às 20:02. 
| Pos.              | Raia | Nadador              | Nacionalidade | Tempo   | Notas            |
| ----------------- | ---- | -------------------- | ------------- | ------- | ---------------- |
| Medalha de ouro   | 4    | Gregorio Paltrinieri | Itália        | 7:39.27 | Recorde europeu  |
| Medalha de prata  | 2    | Henrik Christiansen  | Noruega       | 7:41.28 | Recorde nacional |
| Medalha de bronze | 5    | David Aubry          | França        | 7:42.08 | Recorde nacional |
| 4                 | 3    | Jack McLoughlin      | Austrália     | 7:42.64 |                  |
| 5                 | 6    | Gabriele Detti       | Itália        | 7:43.89 |                  |
| 6                 | 8    | Sun Yang             | China         | 7:45.01 |                  |
| 7                 | 1    | Serhiy Frolov        | Ucrânia       | 7:47.32 |                  |
| 8                 | 7    | Mykhailo Romanchuk   | Ucrânia       | 7:49.32 |                  |

Legenda
| Recorde mundial       | Recorde mundial (World record)               |                       | Recorde africano                      | Recorde africano (African) |                                           | Q | Classificado por posição (Qualified) |
| Recorde do campeonato | Recorde do campeonato (Championship record)  | Recorde da América    | Recorde da América (Americas)         | q                          | Classificado por melhor tempo (Qualified) |   |                                      |
| Melhor marca do ano   | Melhor marca do ano (World leading)          | Recorde asiático      | Recorde asiático (Asian)              | DNS                        | Não largou (Did not start)                |   |                                      |
| Recorde nacional      | Recorde nacional (National record)           | Recorde europeu       | Recorde europeu (European)            | DNF                        | Não terminou (Did not finish)             |   |                                      |
| Recorde pessoal       | Recorde pessoal do atleta (Personal best)    | Recorde da Oceania    | Recorde da Oceania (Oceania)          | DSQ / DQ                   | Desclassificado (Disqualified)            |   |                                      |
| Recorde da temporada  | Recorde da temporada do atleta (Season best) | Recorde sul-americano | Recorde sul-americano (South America) | NM                         | Sem marca (No mark)                       |   |                                      |